# NGC 416
NGC 416 је расејано звездано јато у сазвежђу Тукан које се налази на NGC листи објеката дубоког неба.
Деклинација објекта је - 72° 21' 25" а ректасцензија 1h 7m 58,5s. Привидна величина (магнитуда) објекта NGC 416 износи 12,6. NGC 416 је још познат и под ознакама ESO 29-SC32.